# Dong-gu
Dong-gu es una gu (distrito) en el noreste de Daegu, Corea del Sur. Tiene una población de 343.678. El distrito cubre 182,35 kilómetros ², aproximadamente el 20% del área total de Daegu.
Dong-gu surgió por primera vez como la "oficina de distrito oriental" en 1938. Logró estado gu en 1963. En 1998, las divisiones administrativas se reorganizaron, y la antigua 26 dong se reorganizaron como 20 dong.

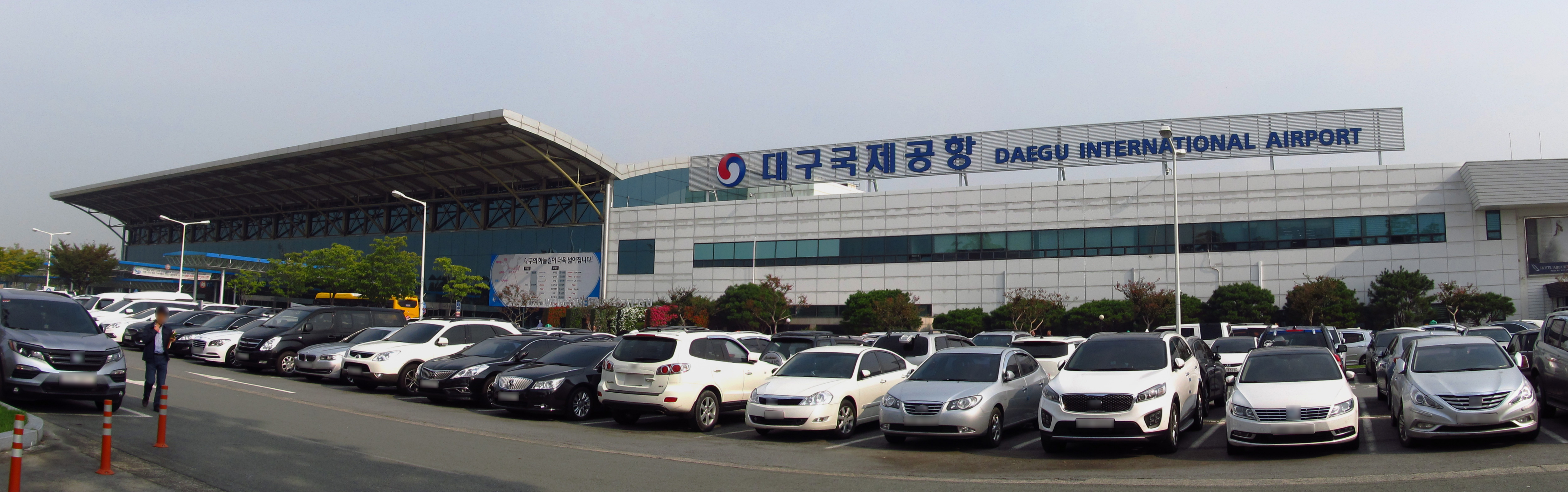
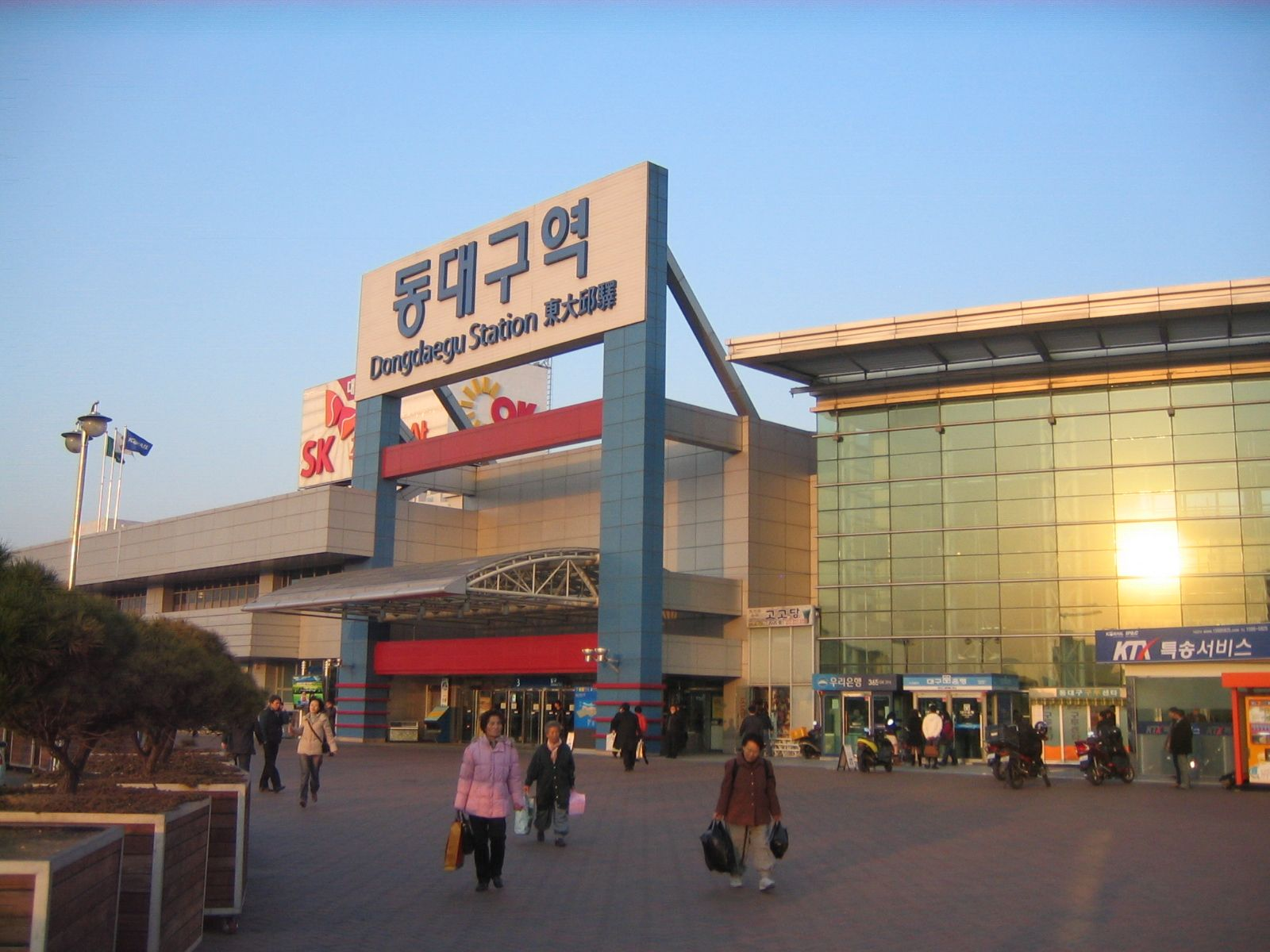

## Divisiones administrativas

- Ansim-dong
- Bangchon-dong
- Bullobongmu-dong
- Dongchon-dong
- Dopyeong-dong
- Gongsan-dong
- Haean-dong
- Hyomok-dong
- Jijeo-dong
- Sinam-dong
- Sincheon-dong